# Parlamentswahl in Nordzypern 2003
- BDH: 6
- CTP: 19
- DP: 7
- UBP: 18

Die Parlamentswahlen in Nordzypern fanden am 15. Dezember 2003 statt.
Die Wahl führte nicht nur dazu, dass die UBP zum ersten Mal nicht stärkste Partei wurde, sondern auch zu einem Patt zwischen den Parteien die den Annan-Plan unterstützen und denen die den Plan ablehnten. Nach der Wahl wurde eine Koalition zwischen CTP und DP gebildet.

## Ergebnis
| Cumhuriyetçi Türk Partisi (CTP, sozialdemokratisch)                                          | 469.323   | 35,17 | 19 | +13 |
| Ulusal Birlik Partisi (UBP, nationalkonservativ)                                             | 439.203   | 32,91 | 18 | −6  |
| Barış ve Demokrasi Hareketi (BDH, Mitte-links)                                               | 175.981   | 13,19 | 6  | −1  |
| Demokrat Parti (DP, konservativ)                                                             | 172.650   | 12,94 | 7  | −6  |
| Milliyetçi Barış Partisi (MAP, nationalistisch)                                              | 42.807    | 3,21  | 0  | ±0  |
| Çözüm ve AB Partisi                                                                          | 26.439    | 1,98  | 0  | ±0  |
| Kıbrıs Adalet Partisi (KAP, nationalistisch)                                                 | 8.045     | 0,60  | 0  | ±0  |
| Unabhängige                                                                                  | 173       | 0,01  | 0  | ±0  |
| insgesamt                                                                                    | 1.334.621 | 100   | 50 | ±0  |
| Wahlberechtigte/Wahlbeteiligung                                                              | 141.596   | 85,98 | –  | –   |
| Quellen: YSK, Turkish Republic of Northern Cyprus: Legislative elections of 15 December 2003 |           |       |    |     |